# Pierre de latte
Pour les articles homonymes, voir Latte.

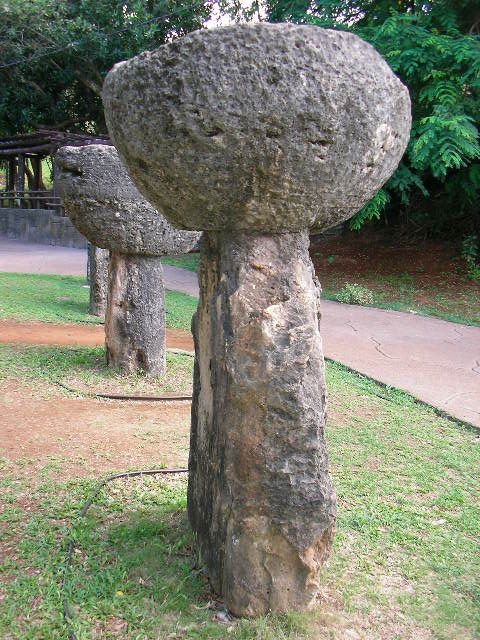
Pierre de latte.

Latte en chamorro (en anglais : latte stone) désigne un pilier en pierre coiffé d'un chapiteau hémisphérique, également en pierre, avec le côté plat vers le haut, utilisé dans l'architecture traditionnelle des îles Mariannes, en Océanie.

## Description
Le pilier est constitué de « haligi », le fût, et « tasa », le chapiteau. Formant pilotis, ces piliers forment l'assise des constructions traditionnelles Chamorros. Les « lattes » se retrouvent dans la plupart des îles Mariannes.

## Symbolique
C'est un symbole des îles Mariannes du Nord et de Guam. Ainsi, les lattes se retrouvent par exemple sur le sceau et le drapeau des îles Mariannes du Nord et sur les deux State Quarter locaux.

Drapeau des îles Mariannes du Nord.
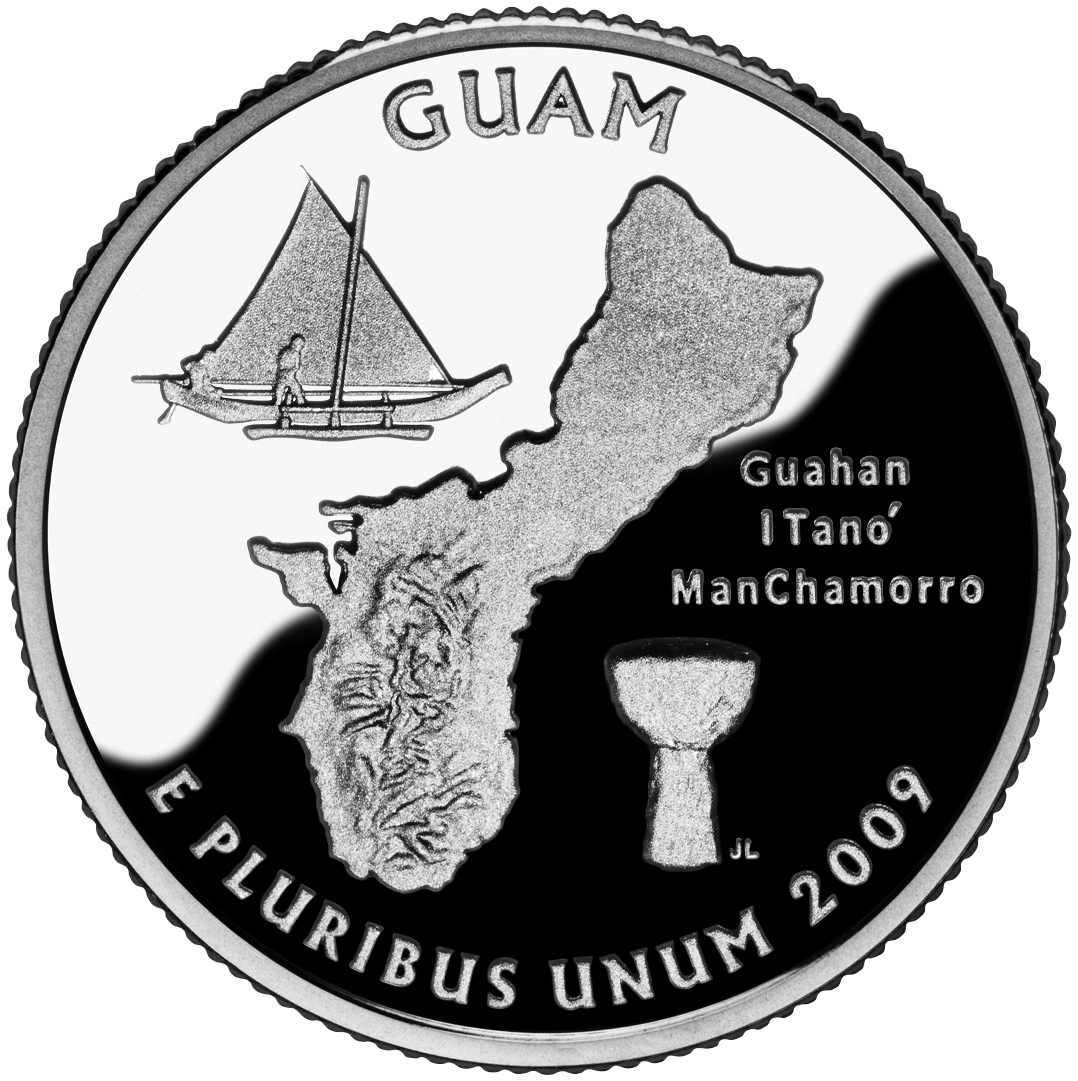
State Quarter de Guam.
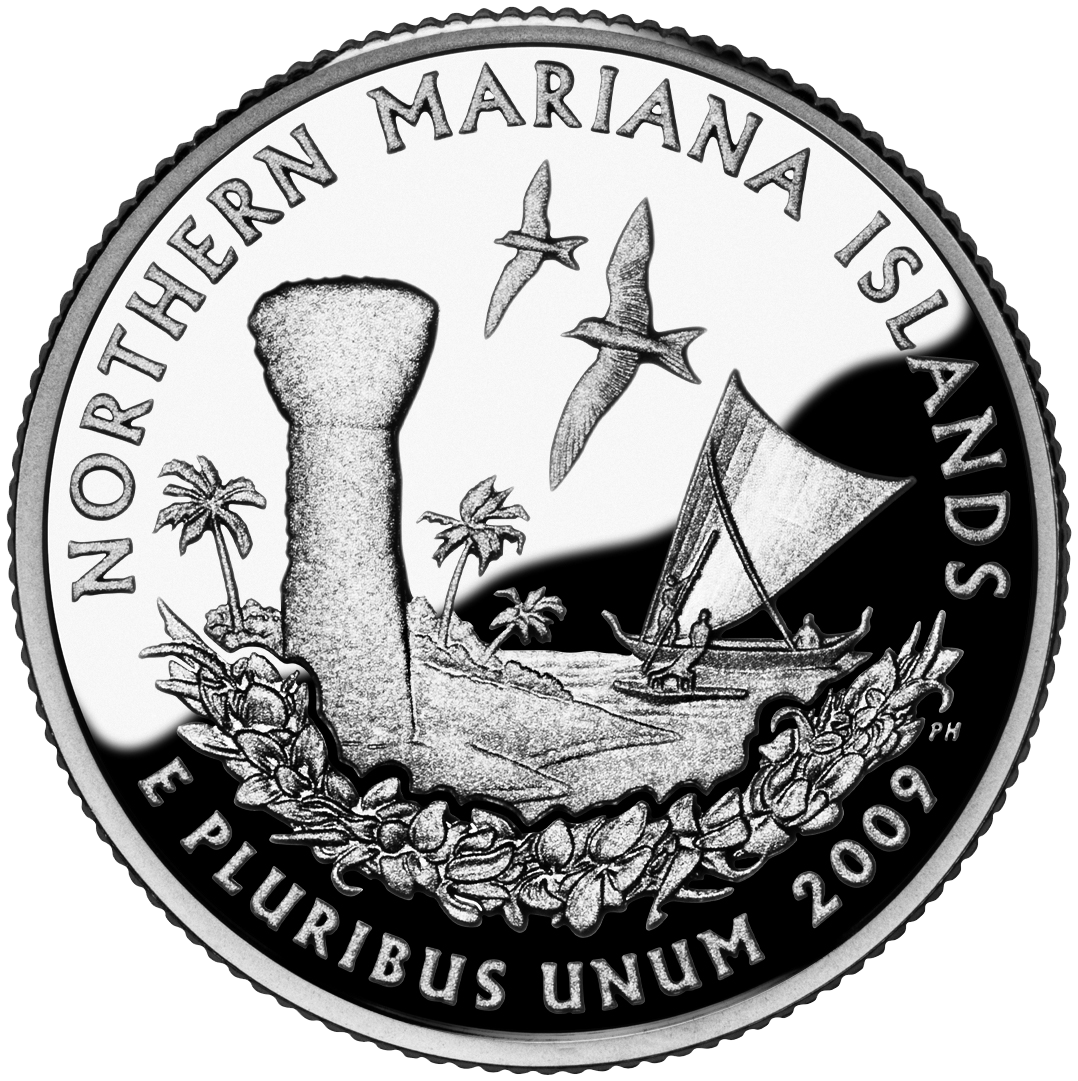
State Quarter des îles Mariannes du Nord.
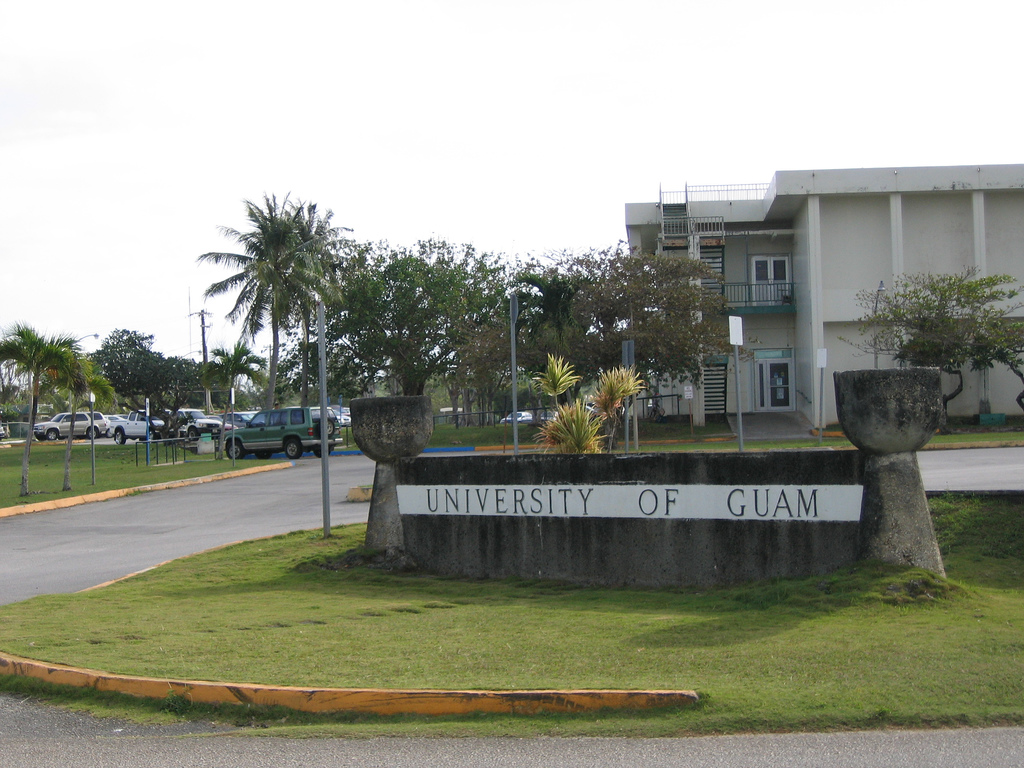
Pierres de latte décoratives devant l'université de Guam.

## Carrières
Sur Rota se trouve une carrière à pierres de latte.